# Eupithecia balteata
Eupithecia balteata är en fjärilsart som beskrevs av W. Warren 1906. Eupithecia balteata ingår i släktet Eupithecia och familjen mätare. Inga underarter finns listade i Catalogue of Life.